# Tortó

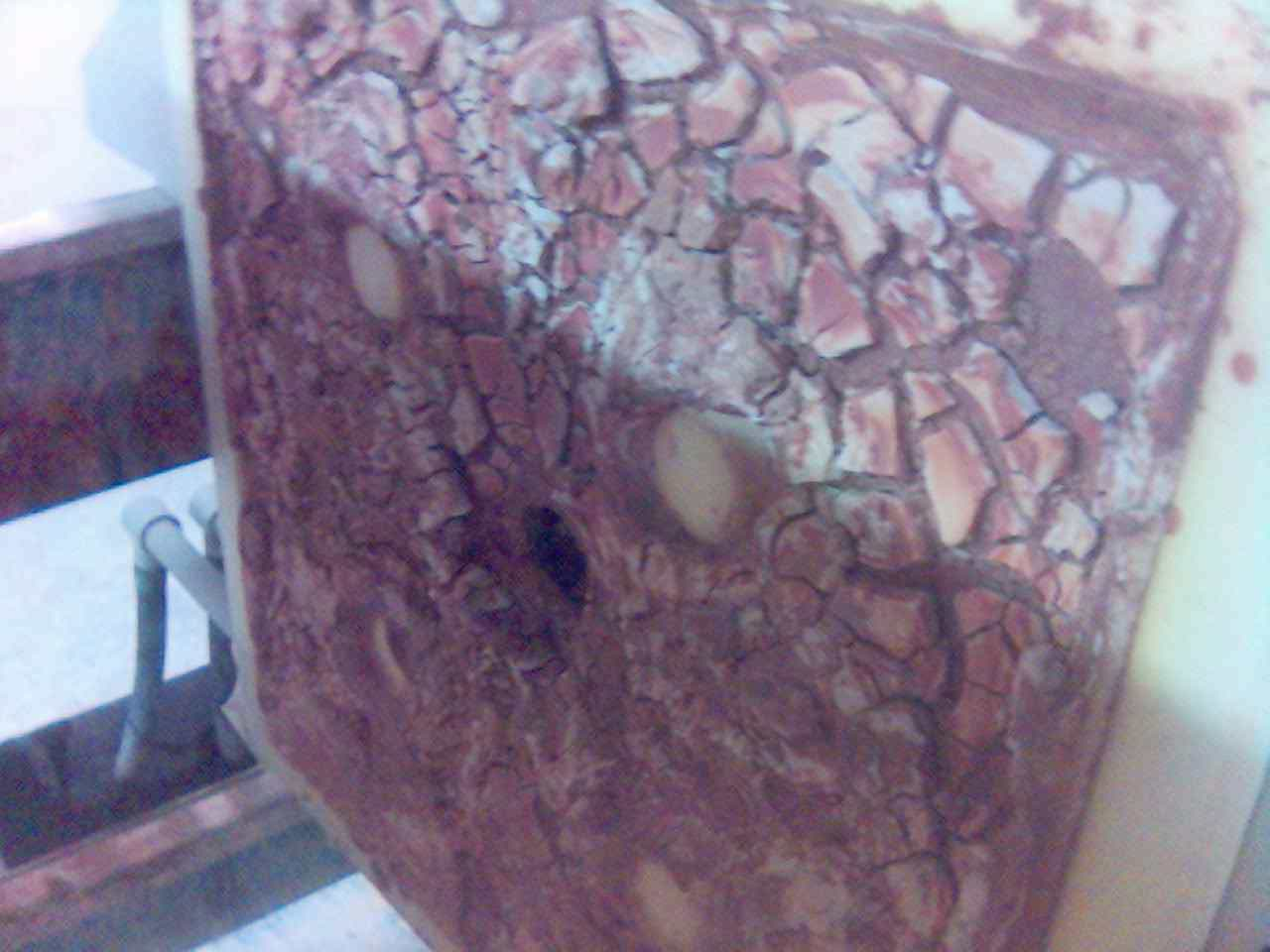
Tortó

El tortó és el residu de vegetals després d'haver-ne extret l'oli. Com a romanent format per substàncies retingudes en un filtre, el tortó creix durant el curs de la filtració, és a dir, es va fent més «gruixut» amb el temps perquè la matèria es va acumulant. En conseqüència, quan el gruix d'aquesta capa augmenta, la resistència al flux del tortó també augmenta. Després d'un cert període el tortó s'ha de treure del filtre. Aquest residu pot ser una font de proteïnes important, que serveix de pinso i amb un tractament adequat podria contribuir a l'alimentació humana. També pot utilitzar-se com a base d'un biocombustible.

## Tipus de tortó
Hi ha tants tipus de tortós com d'olis de plantes oleaginoses: 
- Oli d'ametlla
- Oli d'avellana
- Oli de cacauet
- Oli de càrtam
- Oli de colza
- Oli de copra
- Oli de cotó: Les llavors contenen un producte tòxic, el gossipol, que s'ha de treure abans del premsat.[3]
- Oli de Karité (en cosmètica)
- Oli de lli
- Oli de moresc: tortós de germen de les llavors de moresc
- Oli de mostassa: tortós tòxics
- Oli de nap
- Oli de nous
- Oli d'oliva
- Oli de palma
- Oli de rosella
- Oli de ricí: tortó molt tòxic
- Oli de sèsam
- Oli de soia: en anglès s'anomena Soybean meal.
- Oli de gira-sol

## Procés de fabricació

### Pressió
Hi ha dos procediments possibles:
- La pressió discontínua en fred

L'oli (sobretots els olis d'oliva i de nous) s'extreu per pressions successives a una temperatura inferior a 80 °C. El rendiment és baix, els turtós conserven per aquest motiu entre el 6 a 12% de matèries grasses
- La pressió contínua en calent

Prescalfats fins a 90 °C, les granes són premsades en un vis sens fi fins que la temperatura arribi a 120 °C. El rendiment puja (el turtó conserva del 4 al 6% de matèries grasses)

### Extracció
A les granes sovint se'ls treu la capa exterior que dificulta l'extracció. Els lípids s'extreuen per solubilització en una solució aquosa en solvents orgànics, com l'hexà, escalfats a 50-60 °C i per percolació a contracorrent durant de 4 a 5 hores.
Cal tot seguit destil·lar la barreja d'oli i de solvent per separar-los (desolvanització) escalfant a 115-120 °C per aspiració i injecció de vapor.
En aquest cas el rendiment és superior donant uns tortós gairebé sense oli (0,5% à 2,5%).
Les dues tècniques es poden utilitzar successivament per a les granes riques en matèries grasses (gira-sol, colza, lli).
Els tortós que queden gairebé sense oli es presenten en forma de fines partícules, farina (colza, ...) o de trossets (soia). Els tortós poden estar rehumidificats i comprimits en grànuls (soia, gira-sol, cotó...).

## Ús en alimentació animal
Diversos turtós es fan servir per alimentar animals. Són molt importants perquè són la seva principal font de proteïna i també tenen molta cel·lulosa que només poden digerir els remugants. Els tortós més utilitzats són:
- El tortó de soia (un 70% dels tortós consumits a Europa)
- el tortó de colza
- el tortó de gira-sol